# Achilleas Mamatziolas
Achilleas Mamatziolas (in greco  Αχιλλέας Μαματζιόλας?; Salonicco, 12 novembre 1971) è un ex cestista greco.

## Carriera
Con la Grecia ha disputato i Giochi del Mediterraneo di Linguadoca-Rossiglione 1993.

## Palmarès

### Competizioni nazionali
- Campionato greco: 1

PAOK Salonicco: 1991-92
- Coppa di Grecia: 1

PAOK Salonicco: 1994-95

### Competizioni internazionali
- Coppa delle Coppe: 1

PAOK Salonicco: 1990-91
- Coppa Korać: 1

PAOK Salonicco: 1993-94